# 汪凱 (永樂進士)
汪凱（14世紀—15世紀），字克寧，福建漳州府龍溪縣人，明朝政治人物。

## 生平
汪凱為人豁達、才能卓異、博學能文，永樂二十一年（1423年）中式福建鄉試解元，次年（1424年）聯捷進士，獲授禮部主事，奉命前往湖廣賑災，正統五年陞浙江按察司僉事，為官清正，懲治惡人不避權勢，不久致仕去世，讓當地人思念。

## 引用
1. 1 2  光緒《龍溪縣志·卷十六·人物》：汪凱，字堯寧，永樂癸卯鄉薦第一，甲辰成進士，授禮部主事，撫湖湘之饑，終浙江僉事，以清介聞。凱豁達魁偉善屬文，其在浙也懲奸激濁，不避權勢，浙人思之。
2. ↑  《明英宗睿皇帝實錄·卷七十二》：（正統五年十月）乙亥，陞……主事汪凱，評事陶成，推官董敬俱為浙江按察司僉事……
3. ↑  乾隆《漳州府志·卷三十八·明列傳中》：汪凱，字克寧，龍溪人，為人豁達瑰偉，善屬文，永樂鄉薦第一，甲辰成進士，授禮部主事，湖湘饑奉詔往撫，陞浙江僉事，守官清介，懲奸激濁，不避權勢，浙人思之。
4. ↑  《萬姓統譜·卷四十六》：汪凱，龍溪人，博學能文章，永樂癸卯鄉舉第一，登進士第，授禮部主事，陞浙江按察司僉事，以清介聞，後致仕卒。